# Bragging Rights 2010
Bragging Rights 2010 was een pay-per-viewevenement in het professioneel worstelen geproduceerd door World Wrestling Entertainment (WWE). Dit evenement was de tweede en laatste editie van Bragging Rights en vond plaats in het Target Center in Minneapolis (Minnesota) op 24 oktober 2010.

## Matchen
| Nr.                                                                          | Match | Winnaar(s)                              |
| ---------------------------------------------------------------------------- | --- | --------------------------------------- |
| 1                                                                            | WWE United States Champion Daniel Bryan vs. WWE Intercontinental Champion Dolph Ziggler in een een-op-eenmatch | Daniel Bryan                            |
| 2                                                                            | Cody Rhodes en Drew McIntyre (c) vs. The Nexus (David Otunga & John Cena) in een tag team match voor het WWE Tag Team Championship | David Otunga & John Cena (nc)           |
| 3                                                                            | Goldust (met Aksana) vs. Ted DiBiase (met Maryse) in een een-op-eenmatch | Ted DiBiase                             |
| 4                                                                            | Layla (c) (met Michelle McCool) vs. Natalya in een een-op-eenmatch voor het WWE Divas Championship | Layla (c)                               |
| 5                                                                            | Kane (c) (met Paul Bearer) vs. The Undertaker in een Burried Alive match voor het WWE World Heavyweight Championship | Kane (c)                                |
| 6                                                                            | Team SmackDown (Big Show , Rey Mysterio, Alberto Del Rio, Edge, Kofi Kingston, Tyler Reks en Jack Swagger (met Hornswoggle (mascotte))) vs. Team Raw (The Miz , R-Truth, John Morrison, Santino Marella, Sheamus, CM Punk en Ezekiel Jackson) in een 14-man Interpromotional tag team match | Team SmackDown                          |
| 7                                                                            | Randy Orton (c) vs. Wade Barrett (met John Cena) in een een-op-eenmatch voor het WWE Championship | Wade Barrett; diskwalificatie Orton (c) |
| (c) huidige kampioen voor en na de match \| (nc) nieuwe kampioen na de match | |                                         |